# Olaf Poulsen
Olaf Poulsen (Kristiania, 27 de julio de 1920 – 27 de septiembre de 2008) fue un dirigente deportivo noruego, conocido sobre todo por ser el presidente de la Unión Internacional de Patinaje sobre Hielo entre 1980 y 1994.

## Biografía
Poulsen fue un esquiador de velocidad en su juventud. Representó al Oslo IL y, de forma esporádica, administrando el propio club. Posteriormente, fue miembro honorario del club.
Se convirtió en miembro del staff directivo de la Asociación Noruega de Patinaje en 1966, vicepresidente en 1968 y presidente desde 1969 hasta 1973. Entró en la Unión Internacional de Patinaje sobre Hielo como miembro en 1971 para convertirse en vicepresidente en 1977 y presidente de 1980 hasta 1994. De 1992 a 1994 fue también miembro del Comité Olímpico Internacional. Se retiró de la primera fila en los Juegos Olímpicos de Lillehammer 1994.